# 朱光磊
朱光磊（1959年3月—），男，中国政治学家，曾任南开大学周恩来政府管理学院院长，南开大学副校长、教务长。